# Sun Dandan
Sun Dandan (chinesisch 孫丹丹 / 孙丹丹, Pinyin Sūn Dāndān, * 3. Juli 1978 in Changchun, Jilin) ist eine ehemalige chinesische Shorttrack-Läuferin und spätere -Trainerin. Bei den Winterspielen 1998 und 2002 gewann sie mit der Staffel zwei olympische Silbermedaillen. Zudem wurde sie zwischen 1998 und 2001 jeweils viermal Staffel- und Teamweltmeisterin. Nach dem Ende ihrer aktiven Laufbahn im Sommer 2004 betreute sie Shorttracker in China, Singapur und Hongkong.

## Werdegang
Sun begann in ihrer Kindheit in der nordostchinesischen Provinz Jilin zunächst mit dem Eiskunstlauf, ehe sie zum Eisschnelllauf und schließlich zum Shorttrack wechselte. 1995 wurde sie in das von Xin Qingshan trainierte chinesische Nationalteam aufgenommen. Bei ihrer ersten Weltmeisterschaftsteilnahme 1996 in Den Haag erreichte Sun beim Sieg der Südkoreanerin Chun Lee-kyung den fünften Platz in der Mehrkampfwertung und war damit die beste Athletin ihres Landes, nachdem sie sowohl über 1500 Meter als auch über 3000 Meter den dritten Rang belegt hatte. Zudem gewann sie in der Staffel zusammen mit Yang Yang (A), Yang Yang (S) und Wang Chunlu die Silbermedaille. Die vier etwa gleichaltrigen Athletinnen bildeten in den folgenden sechs Jahren den Kern des chinesischen Shorttrackteams und trugen den Beinamen „Blumen auf dem Eis“. Zwischen 1998 und 2001 wurden sie viermal in Folge Staffel- und Teamweltmeisterinnen. Zudem gewannen Sun, die beiden Yangs und Wang sowohl bei den Winterspielen 1998 in Nagano als auch 2002 in Salt Lake City olympisches Staffelsilber, jeweils hinter den Südkoreanerinnen. Bei den Winter-Asienspielen 1996 siegten die vier Athletinnen aus China vor dem südkoreanischen Quartett.
Anders als ihre Teamkolleginnen holte Sun keine Einzelmedaille bei Weltmeisterschaften. Sie stand mehrmals auf dem Podium im Shorttrack-Weltcup und feierte im Dezember 2000 ihren einzigen Einzel-Weltcupsieg, als sie beim 1500-Meter-Wettkampf in ihrer Heimatstadt Changchun vor der US-Amerikanerin Julie Goskowicz triumphierte. In diesem Rennen hatte Suns Teamkollegin Yang Yang (A) die Ziellinie als Erste überquert, war aber wegen der Behinderung einer Mitläuferin disqualifiziert worden. Mit insgesamt acht Einzelstrecken (und einem Mehrkampf), die sie im Winter 2000/01 auf dem Podium beendete, zählte Sun am Saisonende in allen Weltcup-Gesamtwertungen zu den ersten sechs Läuferinnen. Ihr bestes Ergebnis erzielte sie dabei als Zweite im 1000-Meter-Klassement.
Im Sommer 2004 trat Sun vom aktiven Sport zurück und nahm zunächst eine Stelle als Shorttrack-Trainerin in ihrer Heimatprovinz Jilin an. Ab 2007 war sie für einige Jahre mitverantwortlich für die Betreuung von Han Tianyu, der später mehrere olympische Medaillen gewann. Sun betreute Athleten in Singapur und wurde 2014 leitende Trainerin des Hongkonger Shorttrack-Teams.